# Haliotis pourtalesii
Haliotis pourtalesii, common name Pourtale’s abalone, là một loài rare deepwater ốc biển, là động vật thân mềm chân bụng sống ở biển thuộc họ Haliotidae, the abalones.
Loài này thường gặp ở Tây Đại Tây Dương nhiệt đới. Nó khá nhỏ, vỏ chỉ dài tối đa 30 mm.

## Phân loài
- Haliotis pourtalesii aurantium Simone, 1998
- Haliotis pourtalesii pourtalesii Dall, 1881

## Hình ảnh

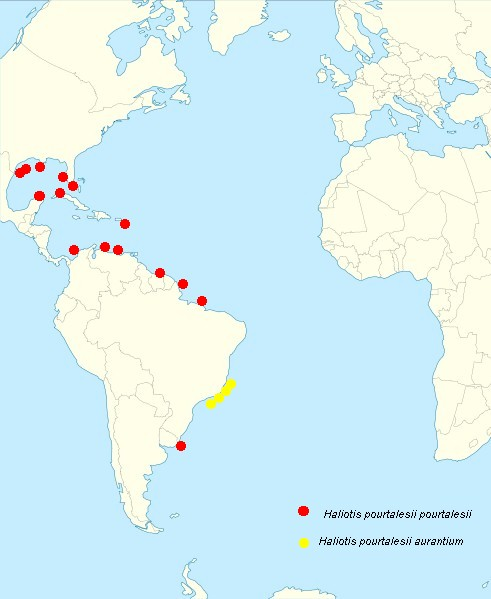
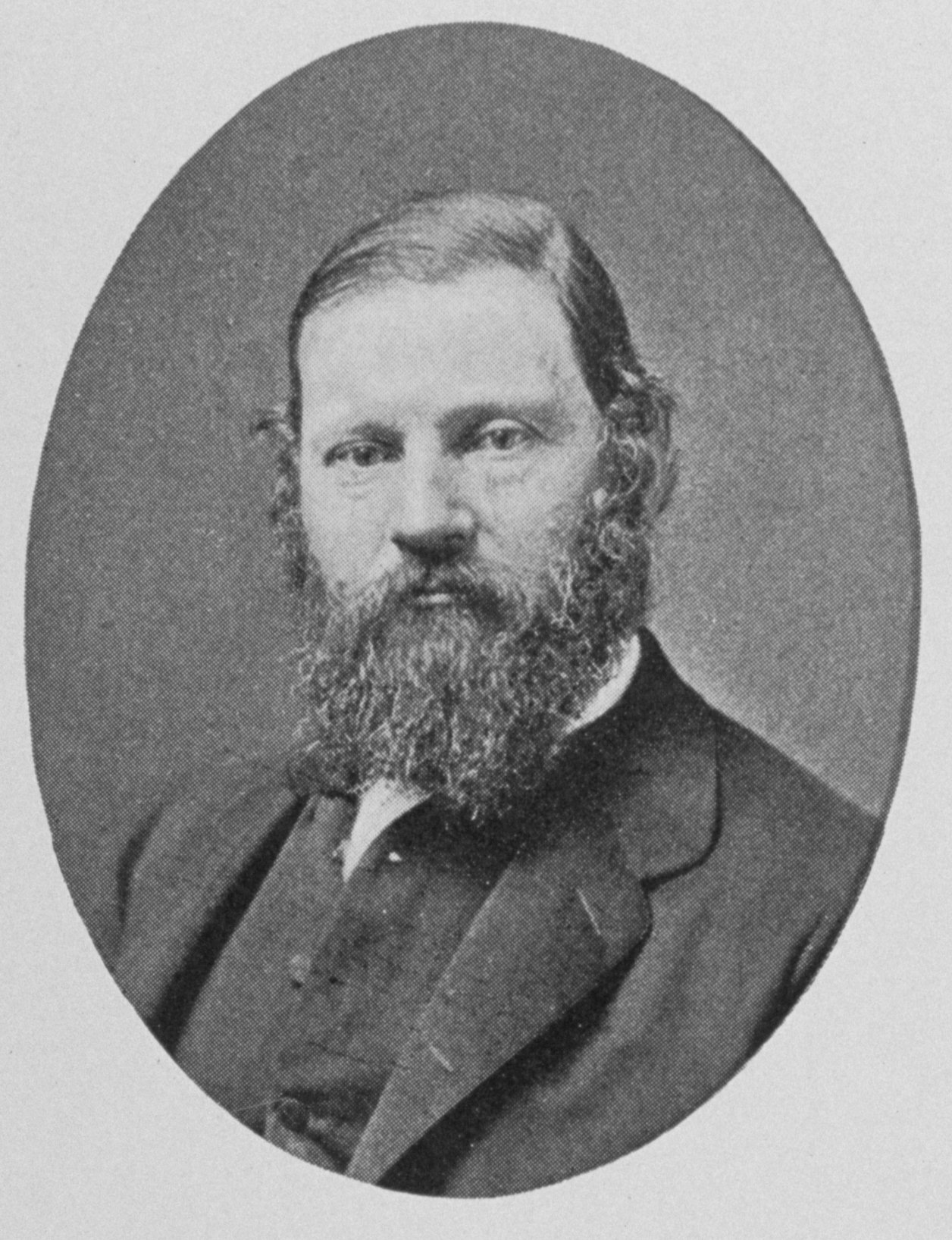
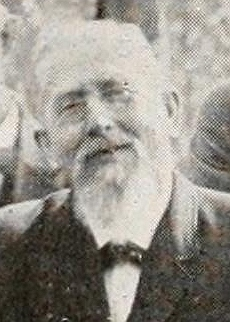
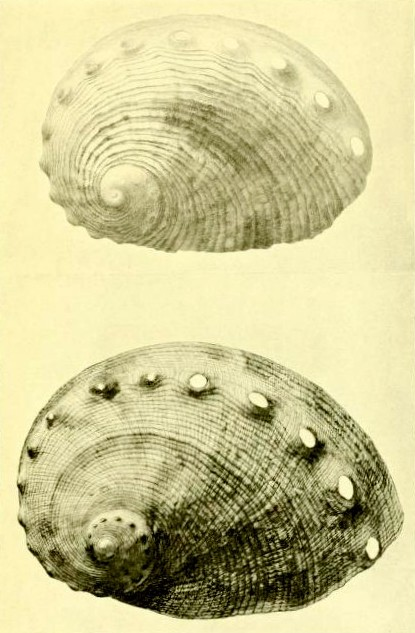